# Méry-la-Bataille
Pour les articles homonymes, voir Méry et Bataille (homonymie).
Méry-la-Bataille est une commune française située dans le département de l'Oise en région Hauts-de-France. .

## Géographie

### Localisation
Méry-la-Bataille est un village du Plateau picard, situé à vol d'oiseau à 20 km au nord-ouest de Compiègne, 14 km au nord d'Estrées-Saint-Denis, 25 km au nord-est de Clermont, 12 km au sud de Montdidier et 20 km au sud-ouest de Roye.
Le village se trouve dans la zone d'emploi de Compiègne et dans le bassin de vie de Saint-Just-en-Chaussée.

### Communes limitrophes
Les communes limitrophes sont Belloy, Courcelles-Epayelles, Lataule, Ménévillers, Montgérain, Mortemer, Neufvy-sur-Aronde, Tricot et Wacquemoulin.
| Tricot      | Courcelles-Epayelles | Mortemer |
| Montgérain  | Méry-la-Bataille     | Lataule  |
| Ménévillers | Wacquemoulin         | Belloy   |

### Géologie et relief
La superficie de la commune est de 11,26 km2 ; son altitude varie de 72  à   129 mètres.
Louis Graves indiquait en 1839 que son « son territoire, de figure ovalaire, constitue une plaine traversée par une croupe centrale sur laquelle le chef-lieu est bâti ; quoique ce tertre dépasse à peine les champs voisins, comme il n'est dominé par aucun autre et qu'il est situé sur la limite des bassins de la Somme et de l'Oise, on aperçoit le village de fort loin ; son clocher est visible dans certaines directions jusqu'à dix lieux d'éloignement. Un ravin occupe la limite méridionale du territoire, et un bois considérable sépare ce vallon du chef-lieu ».

### Hydrographie

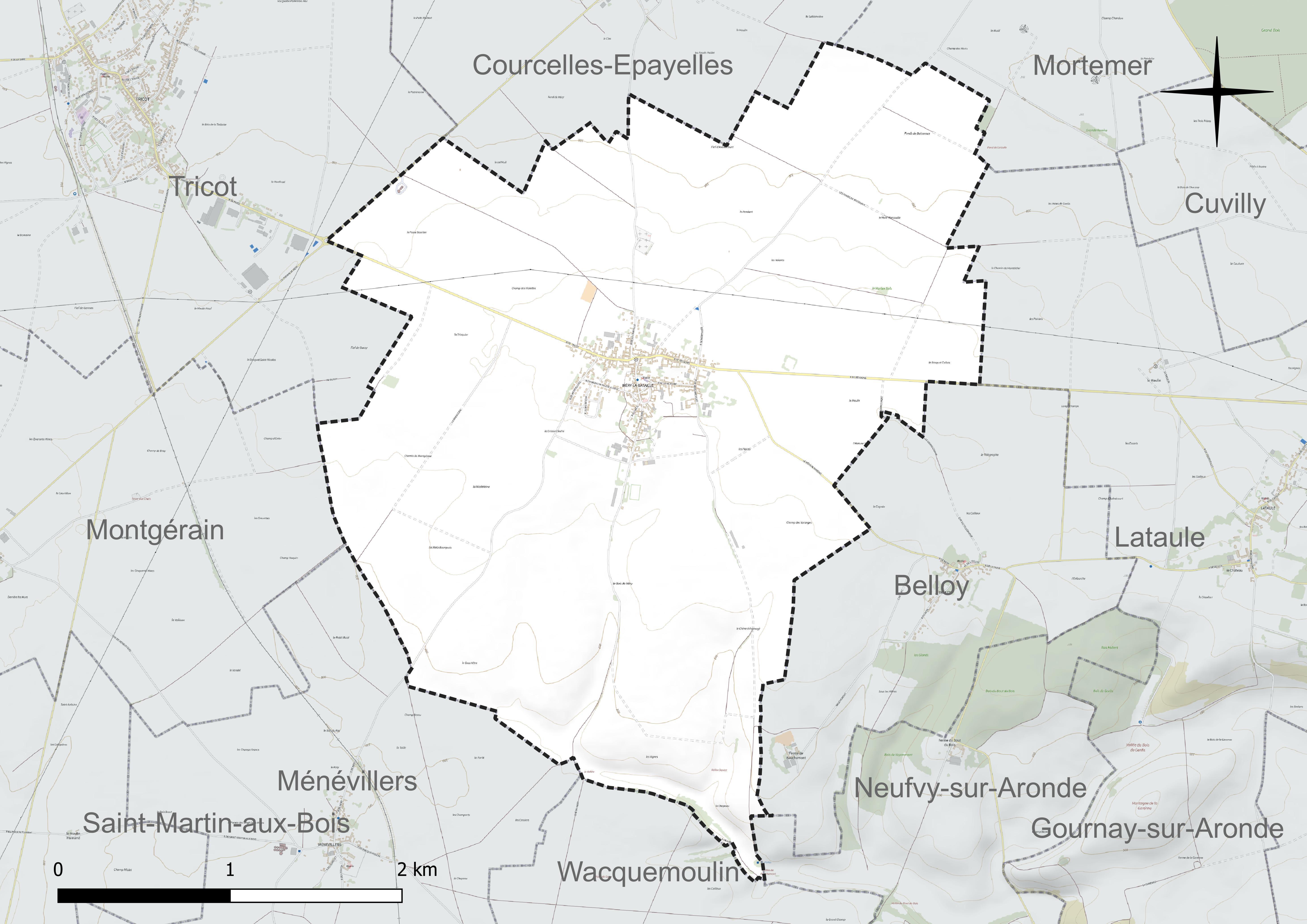
Réseau hydrographique de Méry-la-Bataille.

La commune est traversée par la ligne de partage des eaux entre les bassins hydrographiques Artois-Picardie et Seine-Normandie.
Elle n'est drainée par aucun cours d'eau.

### Climat
Pour des articles plus généraux, voir Climat des Hauts-de-France et Climat de l'Oise.
En 2010, le climat de la commune est de type climat océanique dégradé des plaines du Centre et du Nord, selon une étude du CNRS s'appuyant sur une série de données couvrant la période 1971-2000. En 2020, Météo-France publie une typologie des climats de la France métropolitaine dans laquelle la commune est exposée à un climat océanique et est dans la région climatique Nord-est du bassin Parisien, caractérisée par un ensoleillement médiocre, une pluviométrie moyenne régulièrement répartie au cours de l'année et un hiver froid (3 °C).
Pour la période 1971-2000, la température annuelle moyenne est de 10,6 °C, avec une amplitude thermique annuelle de 14,8 °C. Le cumul annuel moyen de précipitations est de 701 mm, avec 11,3 jours de précipitations en janvier et 8,6 jours en juillet. Pour la période 1991-2020, la température moyenne annuelle observée sur la station météorologique la plus proche, située sur la commune de Godenvillers à 7 km à vol d'oiseau, est de 11,1 °C et le cumul annuel moyen de précipitations est de 701,9 mm,. Pour l'avenir, les paramètres climatiques de la commune estimés pour 2050 selon différents scénarios d'émission de gaz à effet de serre sont consultables sur un site dédié publié par Météo-France en novembre 2022.

## Urbanisme

### Typologie
Au 1er janvier 2024, Méry-la-Bataille est catégorisée bourg rural, selon la nouvelle grille communale de densité à sept niveaux définie par l'Insee en 2022.
Elle est située hors unité urbaine et hors attraction des villes,.

### Occupation des sols

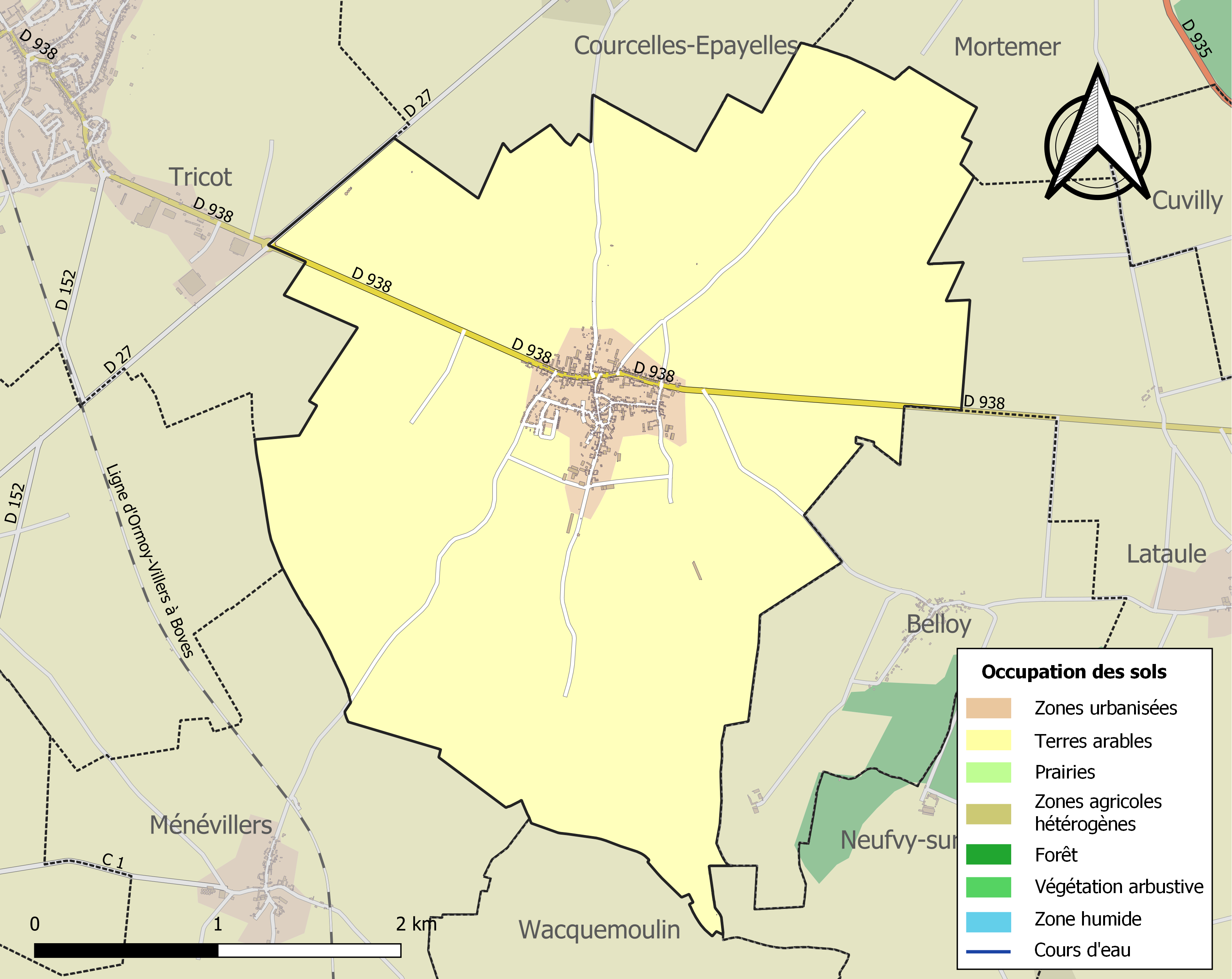
Carte des infrastructures et de l'occupation des sols de la commune en 2018 (CLC).

L'occupation des sols de la commune, telle qu'elle ressort de la base de données européenne d'occupation biophysique des sols Corine Land Cover (CLC), est marquée par l'importance des territoires agricoles (95,5 % en 2018), une proportion identique à celle de 1990 (95,5 %).
La répartition détaillée en 2018 est la suivante : terres arables (95,5 %), zones urbanisées (4,5 %).
L'évolution de l'occupation des sols de la commune et de ses infrastructures peut être observée sur les différentes représentations cartographiques du territoire : la carte de Cassini (XVIIIe siècle), la carte d'état-major (1820-1866) et les cartes ou photos aériennes de l'IGN pour la période actuelle (1950 à aujourd'hui).

### Habitat et logement
En 2021, le nombre total de logements dans la commune était de 274, alors qu'il était de 267 en 2016 et de 249 en 2011.
Parmi ces logements, 89,7 % étaient des résidences principales, 3,2 % des résidences secondaires et 7,2 % des logements vacants. Ces logements étaient pour 98,7 % d'entre eux des maisons individuelles et pour 1,3 % des appartements.
Le tableau ci-dessous présente la typologie des logements à Méry-la-Bataille en 2021 en comparaison avec celle de l'Oise et de la France entière. Une caractéristique marquante du parc de logements est ainsi une proportion de résidences secondaires et logements occasionnels (3,2 %) supérieure à celle du département (2,4 %) mais inférieure à celle de la France entière (9,7 %).
| Typologie                                               | Méry-la-Bataille | Oise | France entière |
| ------------------------------------------------------- | ---------------- | ---- | -------------- |
| Résidences principales (en %)                           | 89,7             | 90,5 | 82,2           |
| Résidences secondaires et logements occasionnels (en %) | 3,2              | 2,4  | 9,7            |
| Logements vacants (en %)                                | 7,2              | 7    | 8,1            |

### Voies de communication et transports
La commune est desservie, en 2023, par les lignes 655, 6304, 6309 et 6328 du réseau interurbain de l'Oise.

## Toponymie
Les formes anciennes de Méry sont : de Mederiaco villa (Xe) ; Maris (vers 1078) ; Mederiacum (1180) ; Moiry (1189) ; Mairi (1195) ; in foresta Meriaci (1202) ; de Meriaco (1218) ; Meriacum (1218) ; Radulfus de mairi (1239) ; Maderiacum (1239) ; Merium (1239) ; Meri (1240) ; dou bos de mairi (1255) ; forestarius boscorum Meriaci (1248) ; Mery (1303) ; Méry (1840) ; Méry-la-Bataille (1928).
Nom de type gallo-romain Materiacum, formé avec le nom d'homme bas latin Materius et suff.  -acum.
Le complément « la Bataille » est ajouté en 1932, en mémoire des combats ayant marqué la Bataille du Matz, lors de la Première Guerre mondiale.

## Histoire

### Ancien Régime
Louis Graves indique que Méry obtient une charte communale en 1191.
Selon lui, « Méry appartenait dans l'origine au comté de Clermont en Beauvoisis, d'où il fut.démembré en faveur du comte de Boulogne qui le céda en 1397 à la maison de Hangest. La terre de Belloy qui l'avoisine en relevait.
Louis d'Ongnies; comte de Chaulnes, surintendant des finances et gouverneur du comté de.Clermont, acquis par échange la seigneurie pour laquelle il donna le vingt-six août 1526 celle de Bruey.
Son petit-fils Louis II d'Ongnies, comte de Chaulnes, gouverneur de Clermont et lieutenant- général au gouvernement de Picardie la vendit le 5 février 1597 à Julien Dufos, secrétaire du roi, le même qui acheta aussi de la maison de Chaulnes la seigneurie de Lataule, voisine de celle-ci. Ses descendants portèrent dans le dix-huitième siècle le titre de marquis de Méry
Le château qui était fortifié au lieu qu'on nomme [en 1839] la Tour, et où l'on voit les restes des fossés qui l'entouraient. Il était détruit depuis très long-tems.
A l'époque des guerres de Flandre sous Louis XIV, un parti considérable d'ennemis pénétra jusqu'au près de Méry, qu'il voulut rançonner. Urbain Cochepain, procureur de la justice seigneuriale, fit sonner le tocsin, se mit à la tête des habitans , chargea vigoureusement les pillards, dent on tua un si grand nombre que quelques cavaliers seulement purent s'échaper ».

### Époque contemporaine
En 1839, le village était formé de quatre rues principales, larges, mal alignées, coupées par de vastes mares. De nombreuses maisons étaient encore des chaumières. On compte alors à Méry une carrière et deux moulins à vent, et la population vit de l'agriculture.

#### Première Guerre mondiale
Méry-la-Bataille est au cœur de la Bataille du Matz qui se déroule du 5 au 13 juin 1918 à la fin de la Première Guerre mondiale, au cours de l'Offensive du Printemps (Bataille du Kaiser), dernière attaque de grande ampleur de l'armée allemande.
Les assauts ennemis sont repoussés par les troupes du général Mangin. Les noms de Méry et de Courcelles figurent sur la statue du général érigée au chevet de l'église Saint-François-Xavier de Paris, place du Président-Mithouard, dans le 7e arrondissement.
Le village est considéré comme détruit à la fin de la guerre et a  été décoré de la Croix de guerre 1914-1918, le 21 février 1921.

## Politique et administration

### Rattachements administratifs et électoraux

#### Rattachements administratifs
La commune se trouve depuis 1942 dans l'arrondissement de Clermont du département de l'Oise.
Elle faisait partie depuis 1801 du canton de Maignelay-Montigny. Dans le cadre du redécoupage cantonal de 2014 en France, cette circonscription administrative territoriale a disparu, et le canton n'est plus qu'une circonscription électorale.

#### Rattachements électoraux
Pour les élections départementales, la commune fait partie depuis 2014 du canton d'Estrées-Saint-Denis.
Pour l'élection des députés, elle fait partie de la première circonscription de l'Oise.

### Intercommunalité
Méry-la-Bataille est membre de la communauté de communes du Plateau Picard, un établissement public de coopération intercommunale (EPCI) à fiscalité propre créé fin 1999 et auquel la commune a transféré un certain nombre de ses compétences, dans les conditions déterminées par le code général des collectivités territoriales.

### Liste des maires
| Période                                  | Période                       | Identité          | Étiquette | Qualité          |
| ---------------------------------------- | ----------------------------- | ----------------- | --------- | ---------------- |
| Les données manquantes sont à compléter. |                               |                   |           |                  |
|                                          |                               |                   |           |                  |
| 1977                                     | mars 1983                     | Jean-Paul Janicot |           | Ingénieur        |
| mars 1983                                | mars 2001                     | Jacques Josselin  |           | Agriculteur      |
| mars 2001                                | mai 2020                      | Patrick Perronnet | SE        | Artisan          |
| mai 2020                                 | En cours (au 5 novembre 2024) | Isabelle Da Silva |           | Clerc de notaire |

## Équipements et services publics

### Enseignement
Les enfants de la commune sont scolarisés avec ceux de Courcelles-Epayelles et du Frestoy-Vaux dans le cadre d'un regroupement pédagogique intercommunal, (RPI).

## Population et société

### Démographie
Les habitants sont appelés les Mérysiens et les Mérysiennes.

#### Évolution démographique
L'évolution du nombre d'habitants est connue à travers les recensements de la population effectués dans la commune depuis 1793. Pour les communes de moins de 10 000 habitants, une enquête de recensement portant sur toute la population est réalisée tous les cinq ans, les populations de référence des années intermédiaires étant quant à elles estimées par interpolation ou extrapolation. Pour la commune, le premier recensement exhaustif entrant dans le cadre du nouveau dispositif a été réalisé en 2007.

En 2022, la commune comptait 612 habitants, en évolution de −3,16 % par rapport à 2016 (Oise : +0,87 %, France hors Mayotte : +2,11 %).
| 1793  | 1800 | 1806 | 1821 | 1831 | 1836 | 1841 | 1846 | 1851 |
| ----- | ---- | ---- | ---- | ---- | ---- | ---- | ---- | ---- |
| 1 053 | 872  | 876  | 853  | 835  | 814  | 794  | 727  | 715  |

| 1856 | 1861 | 1866 | 1872 | 1876 | 1881 | 1886 | 1891 | 1896 |
| ---- | ---- | ---- | ---- | ---- | ---- | ---- | ---- | ---- |
| 683  | 657  | 633  | 601  | 570  | 557  | 559  | 543  | 553  |

| 1901 | 1906 | 1911 | 1921 | 1926 | 1931 | 1936 | 1946 | 1954 |
| ---- | ---- | ---- | ---- | ---- | ---- | ---- | ---- | ---- |
| 527  | 509  | 500  | 380  | 483  | 488  | 438  | 521  | 529  |

| 1962 | 1968 | 1975 | 1982 | 1990 | 1999 | 2006 | 2007 | 2012 |
| ---- | ---- | ---- | ---- | ---- | ---- | ---- | ---- | ---- |
| 524  | 504  | 514  | 496  | 509  | 531  | 611  | 623  | 620  |

| 2017 | 2022 | - | - | - | - | - | - | - |
| ---- | ---- | - | - | - | - | - | - | - |
| 629  | 612  | - | - | - | - | - | - | - |

#### Pyramide des âges
La population de la commune est relativement jeune.
En 2018, le taux de personnes d'un âge inférieur à 30 ans s'élève à 35,5 %, soit en dessous de la moyenne départementale (37,3 %). À l'inverse, le taux de personnes d'âge supérieur à 60 ans est de 21,8 % la même année, alors qu'il est de 22,8 % au niveau départemental.
En 2018, la commune comptait 319 hommes pour 309 femmes, soit un taux de 50,8 % d'hommes, légèrement supérieur au taux départemental (48,89 %).
Les pyramides des âges de la commune et du département s'établissent comme suit.
| Hommes | Classe d’âge | Femmes |
| ------ | ------------ | ------ |
| 0,3    | 90 ou +      | 0,3    |
| 5,1    | 75-89 ans    | 8,2    |
| 16,7   | 60-74 ans    | 13,0   |
| 22,3   | 45-59 ans    | 24,0   |
| 19,1   | 30-44 ans    | 19,9   |
| 17,5   | 15-29 ans    | 13,5   |
| 19,0   | 0-14 ans     | 21,0   |

| Hommes | Classe d’âge | Femmes |
| ------ | ------------ | ------ |
| 0,5    | 90 ou +      | 1,4    |
| 5,5    | 75-89 ans    | 7,6    |
| 15,6   | 60-74 ans    | 16,3   |
| 20,8   | 45-59 ans    | 20     |
| 19,4   | 30-44 ans    | 19,4   |
| 17,6   | 15-29 ans    | 16,2   |
| 20,6   | 0-14 ans     | 19,1   |

### Manifestations culturelles et festivités
Le village accueille chaque année un rassemblement de motos et voitures américaines organisé par l'association Iguane Club,.
Méry-la-Bataille a accueilli en juillet 2024 les finales du championnat de France de longue paume, jeu classé à l'Inventaire du patrimoine culturel immatériel français en 2012.

### Sports et loisirs
- Société de longue paume de Méry-la-Bataille, créée en 1934[29].

## Culture locale et patrimoine

### Lieux et monuments
- La nécropole nationale de Méry-la-Bataille : le cimetière militaire français est située au nord du village. Aménagé en 1921 et 1935, il est mitoyen du cimetière communal et contient 1 538 corps dont 254 en ossuaires[30].

- L'église Notre-Dame (XVIe siècle) : la nef et la façade datent du XVIIIe siècle.

### Personnalités liées à la commune
- Auguste Roussel, de Méry (1817-1880), poète et fabuliste y est né.
- Madeleine (1912-1949)[31] et Georges Blin (1908-1945)[32], instituteurs et résistants. Georges Blin a longtemps enseigné à Méry-la-Bataille avant d'être déporté avec sa femme Madeleine. Il est mort au camp de Flossenburg. Une place de la commune porte son nom[33].

### Héraldique
| Blason de Méry-la-Bataille | Blason  | Coupé émanché : au 1er d'azur à une gerbe de blé accostée de deux fleurs de lys, le tout d'or, au 2d d'argent à un canon de gueules. |
| Blason de Méry-la-Bataille | Détails | Le statut officiel du blason reste à déterminer.                                                                                     |

## Pour approfondir